# ناتيتنغو
ناتيتينغو ، المشار إليها بشكل غير رسمي باسم ناتي ،  هي مدينة وبلدية في شمال غرب بنين وعاصمة مقاطعة أتاكورا. تبلغ مساحتها 3045 كيلومتر مربع، واعتبارًا من عام 2013 كان عدد سكانها 104010 نسمة.

## التاريخ
تأسست المدينة من قبل مجموعات واما العرقية ولكنها مأهولة بالسكان Ditammari و Dendi و Nateni وFulani وFon والعديد من المجموعات العرقية الأخرى. استمدت المدينة اسمها من كلمة نانتيباتينغو ، من جذر الواما «نانتو» التي تعني السحق ، حيث كان السكان المحليون يشتهرون بزراعة الذرة الرفيعة التي كانت أصلية في المنطقة وبعد ذلك الدخن.
تتوزع ناتيتينغو بالتساوي بين المسيحيين والمسلمين، ومثل بقية أنحاء بنين، فهي تتميز بتسامحها العرقي والديني.
الجبال المحيطة بالمنطقة إلى الجانبين الشرقي والغربي مهمة في الرسوم المتحركة المحلية، الذين يعتقدون أنها تسكنها الأرواح. يشترك بعض الأشخاص في الفكرة القائلة بأن هذه المشروبات الروحية تصدر خلال المساء أصواتًا مشابهة لتلك التي تنتجها الأحجار التي تستخدمها النساء لسحق الحبوب. أتباع لا يسحقون الحبوب في المساء، حتى لا يخلط بين الصوتين.
زار المبشرون الأوروبيون ناتيتينغو في القرن التاسع عشر وأوائل القرن العشرين.

## جغرافيا

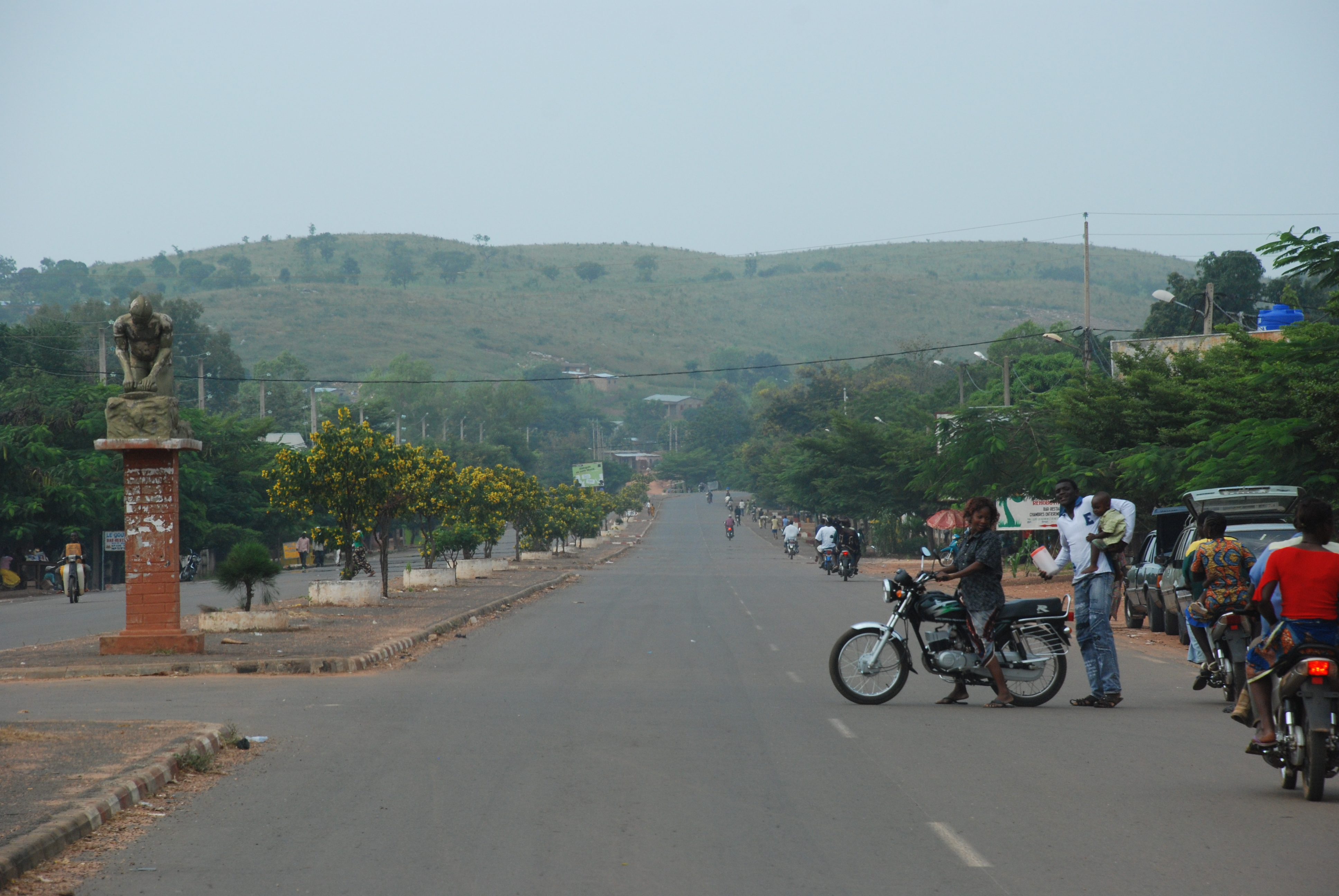
الطريق الرئيسي الذي يمر عبر ناتيتينغو

تنتمي بلدة ناتيتينغو إلى قسم أتاكورا في شمال غرب بنين. تقع في واد شبه مكون من سلسلة جبلية تحيط به. تبعد ناتيتينغو 645   كم من العاصمة الاقتصادية كوتونو و 100   كم من Porga عند مدخل حديقة Pendjari الوطنية. يحد الكومونة من الشمال توكونتونا، ومن الجنوب والشرق كواندي ومن الغرب بلدية بوكومبي.
المناخ في ناتيتينغو أكثر جفافاً مما كان عليه في الجنوب، خاصة خلال موسم هارماتان في ديسمبر / يناير، حيث يمكن أن تكون الرطوبة منخفضة بنسبة 10 ٪ ودرجات الحرارة الليلية يمكن أن تكون منخفضة إلى 17 درجة مئوية.

## التقسيمات الإدارية
تنقسم ناتيتينغو إلى تسعة دوائر. أربعة منهم في المناطق الحضرية: NATITINGOU I ، NATITINGOU II ، NATITINGOU III و NATITINGOU IV (Péporiyakou) وخمسة منهم في المناطق الريفية: Kotapounga ، Kouaba ، Koundata ، بيرما و Tchoumi-Tchoumi . تحتوي على 39 قرية و 26 منطقة حضرية.

## التركيبة السكانية
يبلغ عدد سكان البلدة 75620 نسمة حسب تعداد عام 2002 (57153 في عام 1992) مع 37388 رجلا و 38223 امرأة. الكثافة 56 نسمة لكل كيلومتر مربع. السكان هم من الشباب في الغالب.
يقيم العديد من المجموعات العرقية هنا يتحدثون مجموعة متنوعة من اللغات. المجموعات العرقية الرئيسية هي Ditammari و Waama و Dendi . بخلاف الروحانية التقليدية، تعتبر المسيحية والإسلام الديانات الرئيسية التي تمارس، وهناك عدد من الكنائس والمساجد في المنطقة. ومع ذلك، غالبًا ما يؤمن العديد من المسيحيين والمسلمين المحليين في الوقت نفسه بالممارسات الروحانية والانضمام إلى الأحداث التقليدية في ناتيتينغو.

## الاقتصاد
معظم سكان المناطق الحضرية في ناتيتينغو هم من الموظفين المدنيين والحرفيين والتجار. ناتيتينغو لديها وظيفة إدارية مهمة ولديها بعض من أهم الهيئات والخدمات الإدارية في قسم Atakora.
الزراعة هي العمود الفقري للاقتصاد الريفي، وينتج المزارعون الذرة الرفيعة والذرة واليام ومؤخرا القطن كمنتج تجاري. إن تصنيع وتسويق المشروب المحلي المعروف باسم Tchoucoutou مهم أيضًا أيضًا، ويتم إنتاجه من قبل ربات البيوت وهو مصدر دخلهن الرئيسي. يتم بيع المشروب إلى النوادي الليلية حيث يوجد العديد من المستهلكين. Tchoucoutou مصنوع من الذرة الرفيعة وهو شكل من بيرة الشعير.

## السياحة

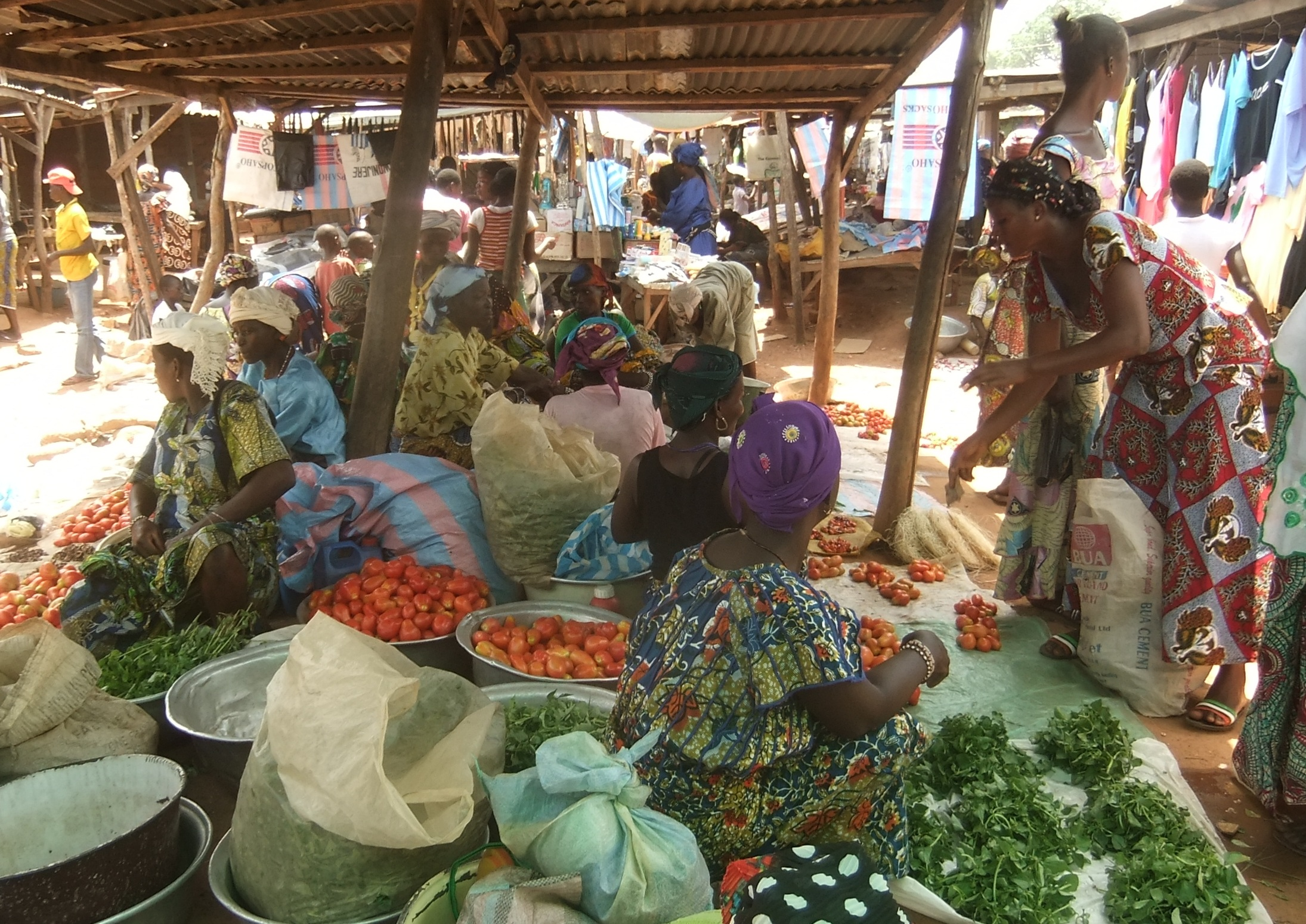
سوق في ناتيتينغو

ناتيتينغو حوالي 50   على بعد كيلومتر من منتزه بنين Pendjari الوطني، حيث يمكن للسياح رؤية الحياة البرية في غرب إفريقيا خلال الأشهر من ديسمبر حتى يونيو. تقع شلالات Kota و Tanougou والقلاع الطينية العظيمة في Betammaribe المعروفة باسم Tata Somba في غضون ساعة أو ساعتين من المدينة بالسيارة. داخل المدينة نفسها يمكن العثور على المتحف الإقليمي في ناتيتينغو، بالإضافة إلى سوقين.

## مشاهير
لاعب كرة السلة للرجال بجامعة Villanova ، Mouphtau Yarou ، من مواليد ناتيتينغو. وقد احتل المرتبة التاسعة في عام 2009 بين آفاق كرة السلة في المدرسة الثانوية في أمريكا.  

تشارلز تيبوت، مروج للموسيقى والثقافة الأفريقية في فرنسا، من مواليد ناتيتينغو. نشأ وترعرع في دار للأيتام وتبنته عائلة ثيباوت من فرنسا عندما كان عمره 4 سنوات. [بحاجة لمصدر]